# Aedes pecuniosus
Aedes pecuniosus är en tvåvingeart som beskrevs av Edwards 1922. Aedes pecuniosus ingår i släktet Aedes och familjen stickmyggor. Inga underarter finns listade i Catalogue of Life.